# Thiemo
Thiemo (ur. ok. 1040, zm. w 1101 lub 1102) – arcybiskup Salzburga od 1090, uczestnik krucjaty 1101 roku.

## Życiorys
Kształcony w opactwie Niederaltach, w 1077 został wybrany opatem klasztoru św. Piotra w Salzburgu. Jako osoba związana ze sprzyjającym papiestwu w sporze o inwestyturę arcybiskupem Salzburga Gebhardem, musiał w 1081 opuścić swój klasztor po przejęciu kontroli nad Salzburgiem przez nominowanego przez cesarza kontrarcybiskupa Bertolda z Moosburga. Uciekł z Salzburga (m.in. do klasztoru Hirsau), powrócił tam na krótko dopiero po trzech latach, a na stałe dopiero w 1086, dzięki powrotowi arcybiskupa Gebharda do swej stolicy.
Gdy w 1088 zmarł Gebhard, Thiemo ponownie był zagrożony przez Bertolda. Jednak w marcu 1090 udało się stronnikom papieża dokonać wyboru Thiemona na arcybiskupa Salzburga. Sakrę biskupią otrzymał 7 kwietnia 1090. W pierwszych latach pełnienia tej funkcji skutecznie przeciwstawiał się zakusom Bertolda, a także promował reformę gregoriańską w swej archidiecezji. Jego sytuacja zmieniła się, gdy cesarz Henryk IV Salicki pogodził się z księciem Bawarii Welfem I. W 1097 Thiemo został pokonany przez Bertolda, a potem uwięziony. Po kilku latach zdołał zbiec z niewoli, ale nie miał możliwości odzyskania Salzburga i schronił się najpierw u biskupa Konstancji Gebharda, a następnie w różnych klasztorach szwabskich. 
W 1101 wziął udział w wyprawie krzyżowej. Przyłączył się do orszaku księcia bawarskiego Welfa I (który podążał do Ziemi Świętej razem z księciem Akwitanii Wilhelmem IX). Oddział został rozgromiony przez Turków na początku września pod Herakleją. Pojawiały się różne opisy okoliczności śmierci arcybiskupa – miał zostać umęczony na terenie Chorasanu 28 września 1101 lub w Askalonie 28 września 1102. Wedle legendy miał być więziony przez pogańskiego władcę, który odkrywszy uzdolnienia Thiemona w zakresie złotnictwa, miał zlecić mu naprawę idola. Thiemo jednak miał zniszczyć powierzony mu przedmiot i za karę zostać poddany torturom: odcięciu palców, a następnie kończyn. Legenda o jego męczeństwie szybko się rozpowszechniała. Choć nie został oficjalnie kanonizowany, w rejonie Salzburga był traktowany jako święty, a jego wspomnienie obchodzono 28 września.
Był znany z uzdolnień artystycznych i przypisywano mu (choć błędnie) autorstwo wielu zachowanych rzeźb.